# Jevgenyij Vasziljevics Sevcsuk
Jevgenyij Vasziljevics Sevcsuk (oroszul: Евгений Васильевич Шевчук; Ribnyica (napjainkban Rîbnița), 1968. június 19.), ukrán névváltozatban Jevhen Vasziljovics Sevcsuk (ukránul: Євген Васильович  Шевчук) ukrán nemzetiségű Dnyeszter-melléki politikus, az Megújulás (Obnovlenyije) párt hajdani elnöke, jelenleg párton kívül politizál. 2005–2009 között a Dnyeszter Menti Köztársaság parlamentjének elnöke volt. Posztjáról 2009. július 8-án mondott le, tiltakozásul az Igor Szmirnov elnök által az államfői jogkörök erősítését célzó alkotmánymódosítási javaslatok ellen.
2011 decemberében megnyerte a dnyesztermenti választásokat és 2016-ig ő a volt de facto ország vezetője.